# Diplotaxis consentanea
Diplotaxis consentanea är en skalbaggsart som beskrevs av Bates 1887. Diplotaxis consentanea ingår i släktet Diplotaxis och familjen Melolonthidae. Inga underarter finns listade i Catalogue of Life.